# Драганов, Валерий Гаврилович
Валерий Гаврилович Драга́нов (р. 22 апреля 1951 года, Сталино, УССР) — российский политик и бизнесмен, депутат Госдумы Российской Федерации в 1999—2011 годах.

## Биография
Родился 22 апреля 1951 года в Сталине (ныне Донецк (Украина).
По образованию — юрист. В 1987 году окончил Тартуский университет.
В 1971—1973 годах проходил срочную военную службу в РВСН.
В 1973 году поступил на службу в таможенные органы, работал на таможнях Украины, Белоруссии, Эстонии и на Дальнем Востоке.
Руководил Хасанской таможней, работал заместителем начальника Таллинской таможни, начальником Новоталлинской таможни.
В 1987 году — заместитель начальника Главного управления Государственного таможенного контроля при Совете Министров СССР.
В 1991 году — заместитель, первый заместитель Председателя Таможенного комитета СССР.
В 1992 году — заместитель Председателя Комитета по защите экономических интересов РФ при Президенте РФ.
В 1992—1998 годах — заместитель Председателя Государственного таможенного комитета Российской Федерации.
С 8 мая 1998 по 13 марта 1999 — Председатель Государственного таможенного комитета Российской Федерации.
В декабре 1999 года избран депутатом Государственной Думы РФ по Автозаводскому одномандатному избирательному округу № 191 г. Москвы, при поддержке блока «Отечество — Вся Россия».
Заместитель Председателя Комитета Государственной Думы РФ по бюджету и налогам.
В декабре 2003 года вновь избран депутатом ГД РФ по Автозаводскому одномандатному избирательному округу № 191 г. Москвы. Председатель Комитета Государственной Думы РФ по экономической политике, предпринимательству и туризму.
С октября 2006 года — Заместитель Генерального директора компании РУСАЛ, директор по связям с государственными органами Объединенной компании «Российский алюминий».
2 декабря 2007 года избран в Государственную Думу ФС РФ пятого созыва по списку политической партии «Единая Россия».
В Государственной Думе пятого созыва — Первый заместитель Председателя Комитета Государственной Думы по энергетике.
С 27 июня 2008 года — член Комитета Государственной Думы по промышленности.
С 12 сентября 2008 года — Первый заместитель Председателя Комитета по промышленности Государственной Думы ФС РФ.
Член Генерального Совета политической партии «Единая Россия» (до 20 ноября 2008)
С 20 ноября 2008 — член Центральной контрольно-ревизионной комиссии (ЦКРК) партии «Единая Россия».
Являлся президентом Института международного права и экономики имени А. С. Грибоедова (ИМПЭ).
Сопредседатель Российско-Болгарского общественного Форума.
Член Правления Российского союза промышленников и предпринимателей.
Член Исполкома Российского футбольного союза.
Активно продвигает строительство гигантского комплекса по производству автомобилей в Калининграде.
Доктор экономических наук, заслуженный юрист России.
Генерал-полковник таможенной службы в отставке.
Автор более 30 научных работ.
Увлекается футболом, музыкой, театром, литературой.
Работает над романом и киносценарием.
Семья: супруга Татьяна Дмитриевна; сыновья Драганов Олег, Максим, Владислав;
Внуки: Валерия, Николай, Татьяна, Фёдор, София, Ульяна.